# Pháo tự động Bofors 40 mm L/60
Bofors 40 mm là loại pháo tự động do nhà thầu quốc phòng Bofors tại Thụy Điển thiết kế. Đây là một trong các loại pháo có trọng lượng trung bình được dùng nhiều nhất chiến tranh thế giới thứ hai hầu hết là bởi các nước thuộc quân Đồng Minh cũng như một số nước phe Trục. Ban đầu loại pháo này dùng để phòng không nhưng sau đó còn chuyển sang dùng vào những vị trí khác như làm pháo hạm phòng không hay tác chiến tầm gần, để cố thủ các vị trí trên đất liền hoặc gắn trên hệ thống kéo để có thể di chuyển thuận tiện cho việc hỗ trợ bộ binh. Hiện tại thì Bofors 40 mm vẫn còn được sử dụng rộng rãi dù tính năng phòng không của nó không còn hữu dụng được như trước nhưng những tính năng khác thì vẫn còn được sử dụng nhiều. Hiện nó có thêm chức năng là gắn trên các chiếc Lockheed AC-130 để tấn công hoặc hỗ trợ các đơn vị mặt đất.

## Phát triển
Lực lượng hải quân Thụy Điển đã mua các khẩu 2 pounder Pom-Poms từ Vickers để làm vũ khí phòng không từ năm 1922. Lực lượng hải quân sau đó đã đề nghị với Bofors về việc phát triển một loại pháo tiềm năng để thay thế với việc tự sản xuất thay vì phải mua vào năm 1928. Bofors đã ký hợp đồng và họ đã thử chế tạo một phiên bản nhỏ hơn của loại pháo bán tự động 57 mm dùng để chống các tàu phóng ngư lôi được Finspång thiết kế vào những năm cuối thế kỷ 19. Mẫu thử nghiệm đầu tiên sử dụng nòng giống như khẩu pháo của Finspång với khả năng bắn bán tự động.
Mẫu thử nghiệm đầu đã gặp vấn đề giống như khẩu pháo mà nó được phát triển dựa theo là vấn đề với cách nạp đạn để có thể duy trì tốc độ bắn một cách hợp lý. Cấu trúc máy móc đã đủ mạnh để chịu được lực tác động liên tiếp của các viên đạn lớn tạo ra khi bắn nhưng chính các viên đạn lại quá nặng để có thể di chuyển dễ dàng cho việc nạp đạn nhanh. Nỗ lực dầu tiên để giải quyết vấn đề là sử dụng các viên đạn bằng kẽm nhẹ hơn, tuy nhiên sức chịu lực của các viên đạn này lại quá yếu, khi bắn chúng thường bị nóng rã ra trước khi đến được mục tiêu. Vì thế nên kế hoạch sử dụng loại đạn kẽm này đã bị hủy bỏ. Đến năm 1930 thì mẫu súng hoàn toàn mới đã được bắt đầu thử nghiệm với khả năng điều khiển việc nạp đạn với việc để băng đạn lên phía trên để chính trọng lượng của các viên đạn này sẽ đẩy chúng xuống một cách nhanh chóng vào khoang chứa đạn trong lúc khóa nòng đang mở ra để đẩy vỏ đạn cũ ra phía sau. Thiết kế này đã giúp tăng đáng kể tốc độ bắn của khẩu pháo và giải quyết hầu hết vấn đề tốc độ nạp đạn, mẫu thử nghiệm này đã được dùng làm nền để phát triển tiếp.
Trong thời gian phát triển Krupp đã mua 1/3 cổ phần của Bofors. Các kỹ sư của Krupp đã bắt tay vào việc nâng cấp các nhà máy của Bofors bằng các trang thiết bị hiện đại hơn dù vậy vẫn giữ bí mật về việc phát triển của loại pháo 40 mm.
Mẫu thử nghiệm hoàn thành việc thử vào tháng 11 năm 1931 với việc bắn liên tiếp hai và ba viên với tốc độ 130 viên/phút. Chỉ có cơ chế nạp đạn mới là vẫn còn dùng, tất cả các chi tiết của súng còn lại đều thay đổi. Việc tiếp tục phát triển để loại pháo này trở nên phù hợp hơn với việc sản xuất hàng loạt kết thúc vào tháng 10 năm 1933. Loại pháo mới được thông qua để đưa vào sử dụng với tên 40 mm akan M/32 nhưng hầu hết các lực lượng quân sự lại gọi nó là Bofors 40 mm L/60 (chiều dài gấp 60 lần đường kính nòng) .

## Thiết kế
Loại pháo này bắn loại đạn 40 × 311R có vành chứa thuốc nổ mạnh với sơ tốc 850 m/s và tốc độ 120 viên/phút. Độ cao tối đa theo lý thuyến mà viên đạn có thể bay đến là 7.200 m nhưng trong thực tế chiến đấu hiệu quả của nó chỉ ở 3.800 m vì việc dựng đứng pháo lên vuông góc để bắn chỉ là đều làm khi thử nghiệm.
Hệ thống nhắm của pháo là hệ thống nhắm phản xạ với năng lượng được cung cấp bởi các Pin sạc. Nhưng pháo cũng có gắn hệ thống nhắm dạng vòng dự phòng để đề phòng việc hệ thống nhắm tiên tiến kia không hoạt động vì hết điện. Đội pháo thường gồm có ba người một chỉ huy, một nhắm bắn và người còn lại lo việc nạp đạn.

## Biến thể
Trong lúc phát triển Bofors 40 mm lực lượng hải quân Thụy Điển thấy rằng mình cần một loại súng nhỏ với cỡ nòng từ 13 đến 25 mm để dễ di chuyển và đã thử nhiều thiết kế khác nhau. Với thiết kế Bofors 40 mm đang phát triển theo hướng khá tốt nên lực lượng hải quân Thụy Điển đã đề nghị Bofors chế tạo thêm một phiên bản sử dụng đạn 25 mm vào năm 1932. Loại pháo này được gắn trên tàu ngầm để giúp tàu ngầm khi nổi vừa có khả năng phòng không vừa có khả năng tác chiến chống lại các tàu chiến hạng nhẹ khác. Khi không cần pháo có thể rút vào trong tàu để tránh bị ăn mòn, loại tàu ngầm được thấy trang bị loại pháo này là tàu ngầm lớp Sjöormen tuy nhiên các khẩu pháo đã bị tháo dỡ khi các tàu ngầm lớp này được nâng cấp để tăng tính khí động học.
Lực lượng hải quân Hà Lan thì đặt hàng 5 khẩu pháo mẫu hai nòng để gắn trên tuần dương hạm De Ruyter. Đức Quốc Xã đã sử dụng các khẩu pháo bị bắt giữ để thử nghiệm và chế tạo pháo 4 cm Flak 28. Nhật Bản cũng đã chế tạo pháo Kiểu 5 dựa trên các khẩu Bofors thu được sau khi chiếm Singapore. Hiện tại loại pháo này có nhiều phiên bản khác nhau do nhiều nước sử dụng với nhiều mục đích khác nhau và tùy vào các mẫu mà chúng có các thiết kế khác nhau như một hay nhiều nòng, vị trí nhả vỏ đạn, cơ chế làm mát...

## Các nước sử dụng
- Thụy Điển
- Ả Rập Saudi
- Ai Cập
- Ấn Độ
- Algérie
- Argentina
- Áo
- Ba Lan
- Bahrain
- Bangladesh
- Bồ Đào Nha
- Bỉ
- Bosna và Hercegovina
- Belize
- Brasil
- Brunei
- Campuchia
- Canada
- Chile
- Croatia
- Djibouti
- Đan Mạch
- Đức
- Các Tiểu vương quốc Ả Rập Thống nhất
- Cộng hòa Dominica
- Ecuador
- Phần Lan
- Pháp
- Gruzia
- Guatemala
- Hà Lan
- Hoa Kỳ
- Hungary
- Hy Lạp
- Indonesia
- Iceland
- Ireland
- Iraq
- Israel
- Jordan
- Kenya
- Liban
- Libya
- Malaysia
- Latvia
- Litva
- Malta
- Mexico
- Myanmar
- Nhật Bản
- Na Uy
- New Zealand
- Oman
- Pakistan
- Panama
- Paraguay
- Peru
- Philippines
- Qatar
- Serbia
- Singapore
- Síp
- Sudan
- Nam Phi
- Hàn Quốc
- Tây Ban Nha
- Sri Lanka
- Thụy Sĩ
- Thái Lan
- Thổ Nhĩ Kỳ
- Trung Hoa dân quốc
- Vương quốc Anh
- Úc
- Uruguay
- Venezuela
- Yemen
- Ý
- Việt Nam